# Autographa mappa
Autographa mappa ist ein in Nordamerika vorkommender  Schmetterling (Nachtfalter) aus der Familie der Eulenfalter (Noctuidae).

## Merkmale
.

### Falter
Die Falter erreichen eine Flügelspannweite von 30 bis 40 Millimetern. Die Vorderflügeloberseite ist in verschiedenen weinroten, violett braunen, nussbraunen, rosa  und gelbbraunen Tönungen gemustert. Die silberweiß bis weißgelb schimmernde Makel ist stets in eine v-förmige sowie eine runde Komponente geteilt. Das Mittelfeld ist leicht verdunkelt und wird von einer leicht gezackten, doppelt angelegten, dunkelbraunen äußeren sowie einer vom Innenrand bis zur Medianader verlaufenden ebenfalls doppelt angelegten inneren Querlinie begrenzt. Die Hinterflügeloberseite  ist bis auf eine helle mittlere Querlinie zeichnungslos graubraun. Der Thorax ist pelzig behaart und mit dichten Haarbüscheln versehen.

### Raupe
Ausgewachsene Raupen sind grasgrün bis blaugrün gefärbt. Sie zeigen zwei breite sowie zwei schmale weißliche Nebenrückenlinien sowie einen breiten gelblichen Seitenstreifen.

### Ähnliche Arten
Die Falter sind aufgrund ihres farblichen Musters mit der zweigeteilten Makel unverkennbar.

## Verbreitung und Vorkommen
Autographa mappa kommt im Norden der USA sowie im Süden Kanadas vor. Die Art besiedelt offene Wälder, Lichtungen  und Moore.

## Lebensweise
Die Falter fliegen in einer Generation, schwerpunktmäßig zwischen Ende Mai und Anfang August. Sie sind nachtaktiv und fliegen künstliche Lichtquellen an. Als Nahrungsquelle der Raupen dienen die Blätter von Brennnesseln (Urtica) oder Heidelbeeren (Vaccinium).